# Конвой JW-58
Конвой JW-58 — арктический конвой времён Второй мировой войны, был отправлен в СССР 27 марта 1944 года из США, Канады и Великобритании, со стратегическими грузами и военной техникой, из Исландии.
В его состав входило 49 грузовых судов. Прикрытие конвоя осуществлялось группой кораблей союзников, в составе эскорта было 20 эсминцев, 5 шлюпов, 5 корветов и 2 эскортных авианосца: HMS Activity и HMS Tracker под командованием вице-адмирала Ф. Даримпла-Гамильтона,  флагманом которого был крейсер «Диадем».  Вместе с конвоем переход совершал американский крейсер «Милуоки», передаваемый СССР.
29 марта шлюп «Скворец» потопил подводную лодку «U-961». Через два дня самолет с «Трэкера» совместно с эсминцем «Бигль» — «U-355», а 2 апреля эсминец «Кеппель» потопил «U-360». 3 апреля «Свордфиш» с «Активити» вместе с «Эвенджером» с «Трэкера» потопили «U-288». 
Не менее 6 самолётов-разведчиков были сбиты.
4 апреля конвой JW-58 прибыл в Кольский залив. Потерь не имел.